# 索特洛峰
42°40′7″N 1°23′14″E / 42.66861°N 1.38722°E
索特洛峰（西班牙語：Pico de Sotllo），是西班牙的山峰，位於法國西南部阿列日省和西班牙東北部加泰羅尼亞之間，屬於比利牛斯山中蒙特卡爾姆山脈的一部分，海拔高度3,072米。